# Alebroides zenkae
Alebroides zenkae är en insektsart som beskrevs av Irena Dworakowska 1997. Alebroides zenkae ingår i släktet Alebroides och familjen dvärgstritar. Inga underarter finns listade i Catalogue of Life.